# Triplophysa ladacensis
Triplophysa ladacensis är en fiskart som först beskrevs av Günther, 1868.  Triplophysa ladacensis ingår i släktet Triplophysa och familjen grönlingsfiskar. Inga underarter finns listade i Catalogue of Life.